# Oncocnemis singularis
Oncocnemis singularis là một loài bướm đêm trong họ Noctuidae.